# Wołyń (film)
Wołyń – polski dramat wojenny z 2016 w reżyserii i według scenariusza Wojciecha Smarzowskiego, opracowany na kanwie opowiadań Stanisława Srokowskiego oraz wspomnień świadków rzezi wołyńskiej z lat 1943–1944. Głównym tematem filmu jest wspomniane ludobójstwo dokonane na Polakach na Wołyniu podczas II wojny światowej, ukazane na przykładzie losów Polki Zosi Głowackiej (Michalina Łabacz), próbującej za wszelką cenę przetrwać mord nacjonalistów ukraińskich na Polakach.
Wołyń został przeważnie pozytywnie przyjęty przez polskich krytyków. Część recenzentów podkreślała uniwersalność przesłania i wysokie walory artystyczne, a z entuzjazmem film przyjęły zwłaszcza środowiska prawicowo-nacjonalistyczne, tym bardziej że premiera filmu korelowała z rewizją dotychczasowej polityki zagranicznej wobec Ukrainy. Sam reżyser – choć deklarował bezstronność w ukazywaniu konfliktu polsko-ukraińskiego – mierzył się z zarzutami podsycania wzajemnych narodowych animozji. Film okazał się wielkim sukcesem frekwencyjnym i otrzymał szereg nagród, w tym dziewięć Polskich Nagród Filmowych (także za najlepszy film) oraz trzy wyróżnienia na Festiwalu Polskich Filmów Fabularnych. Na Ukrainie Wołyń nie został dopuszczony do dystrybucji kinowej.

## Streszczenie fabuły
Akcja filmu rozpoczyna się wiosną 1939 w wiosce na Wołyniu, od ślubu Ukraińca Wasyla Huka i Polki Heleny Głowackiej, która jest siostrą głównej bohaterki filmu, Zosi. Zosia także jest zakochana w Ukraińcu Petrze, lecz jej ojciec decyduje o wydaniu jej za mąż za zamożnego i dużo starszego od niej sołtysa, Macieja Skibę. Uroczystość weselną zakłóca ukraiński nacjonalista ze Lwowa, który wznosi toast na cześć Adolfa Hitlera.
We wrześniu 1939 Związek Radziecki ku zadowoleniu miejscowych Żydów zajmuje Wołyń (agresja ZSRR na Polskę), a oficerowie sowieccy aresztują Zofię i jej męża jako „kułaków”. Petro doprowadza do uwolnienia Zosi, poświęcając przy tym swoje życie. Maciej Skiba zostaje jednak zesłany w głąb ZSRR, do łagru.
W 1941 po agresji III Rzeszy na Związek Radziecki Niemcy zajmują Wołyń, a Ukraińcy, wykorzystując zmianę okupanta, biorą aktywny udział w ludobójstwie Żydów. Z upływem czasu pogarszają się też warunki bezpieczeństwa dla Polaków, a samotnie wychowująca swe dzieci Zosia doświadcza napadów ze strony banderowców (OUN-B). W obliczu narastającego zagrożenia ze strony OUN oraz Ukraińskiej Powstańczej Armii, Armia Krajowa próbuje organizować oddziały samoobrony dla Polaków. Akowcy pomagają też Zosi, która leczy rannego żołnierza polskiego ruchu oporu, Antka.
Działania ukraińskich nacjonalistów przeciw Polakom jednak nie ustają. W 1943 rozpoczyna się rzeź Polaków we wsiach i kościołach rzymskokatolickich. Ukraińscy nacjonaliści mordują Polaków bez względu na wiek i płeć, za pomocą sierpów, siekier i broni palnej. Część Ukraińców, którzy opierają się udziałowi w ludobójstwie, zostaje siłą włączona do Ukraińskiej Powstańczej Armii pod groźbą kary śmierci. Zosia, której rodzice i siostra Helena zostają zamordowani, ledwo uchodzi z życiem. Coraz bardziej wycieńczona fizycznie bohaterka doświadcza – oprócz mordów Ukraińców na Polakach – akcji odwetowej polskiego podziemia na ukraińsko-polskiej rodzinie; od śmierci z rąk banderowców ratuje ją oddział żołnierzy niemieckich powracających z frontu wschodniego. W wyniku doświadczonej traumy Zosia, popadając w obłęd, opuszcza Wołyń na furmance, która wywozi ją z ogarniętego rzezią regionu.

## Obsada
- Michalina Łabacz jako Zosia Głowacka
- Arkadiusz Jakubik jako Maciej Skiba
- Wasyl Wasyłyk jako Petro
- Adrian Zaremba jako Antek Wilk
- Izabela Kuna jako Głowacka, matka Zosi
- Jacek Braciak jako Głowacki, ojciec Zosi
- Maria Sobocińska jako Helena Głowacka-Huk, siostra Zosi
- Aleksandr Zbarażski jako Wasyl Huk, mąż Heleny
- Andrzej Popiel jako Romek Głowacki, brat Zosi
- Matylda Krajewska jako Marysia Skiba, córka Macieja
- Ignacy Sut jako Franek Skiba, syn Macieja
- Lech Dyblik jako Hawryluk, sąsiad Skiby
- Tomasz Sapryk jako Izaak Menzl, Żyd prowadzący karczmę
- Wojciech Zieliński jako „Chmura”, porucznik AK
- Gabriela Muskała jako ciotka Bronka, siostra Macieja Skiby
- Marcin Sztabiński jako Staszek Kwiatkowski
- Ołeksandr Czeszerow jako Mykoła Mełenczuk
- Roman Skorowski jako Stepan Czuma
- Iryna Składan(inne języki) jako Olga Hypyna, matka Petra
- Ołeś Fedorczenko jako Iwan Huk
- Janusz Chabior jako ksiądz Józef
- Serhij Baczyk jako Andrij Kurczuk
- Wołodymyr Prociuk jako Orłyk Libera
- Ireneusz Czop jako ksiądz Adam

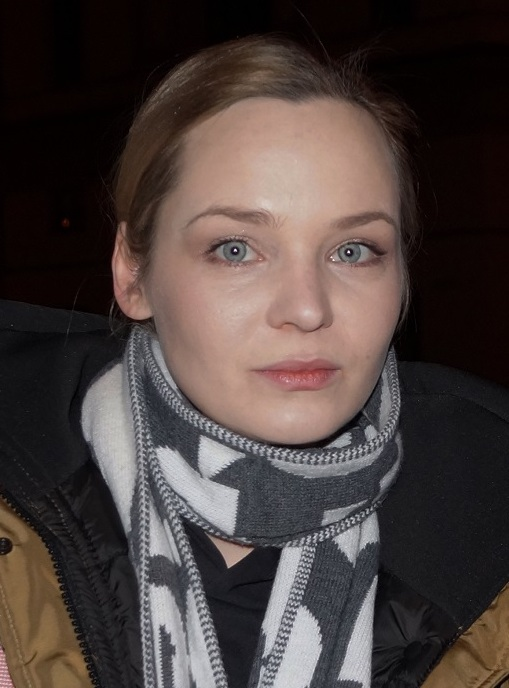
Michalina Łabacz
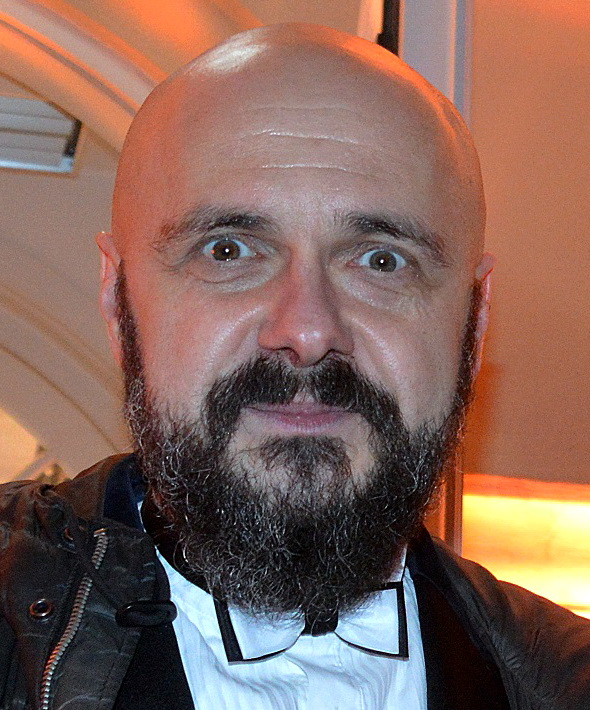
Arkadiusz Jakubik
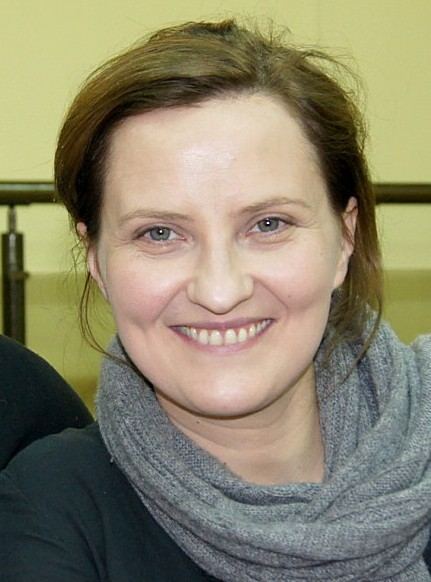
Izabela Kuna
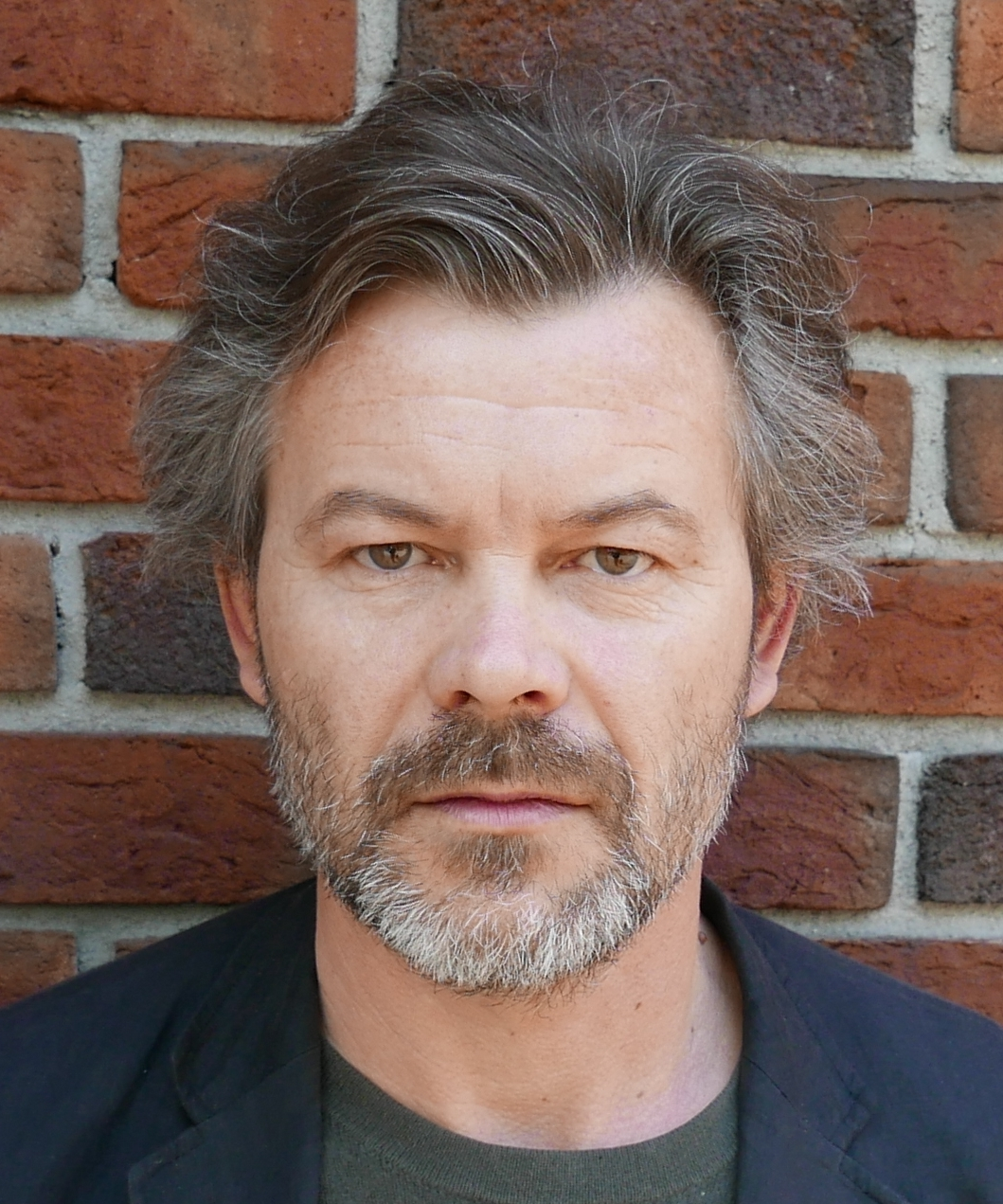
Jacek Braciak
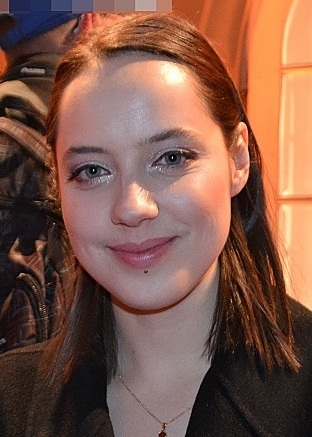
Maria Sobocińska

## Produkcja

### Prace przygotowawcze

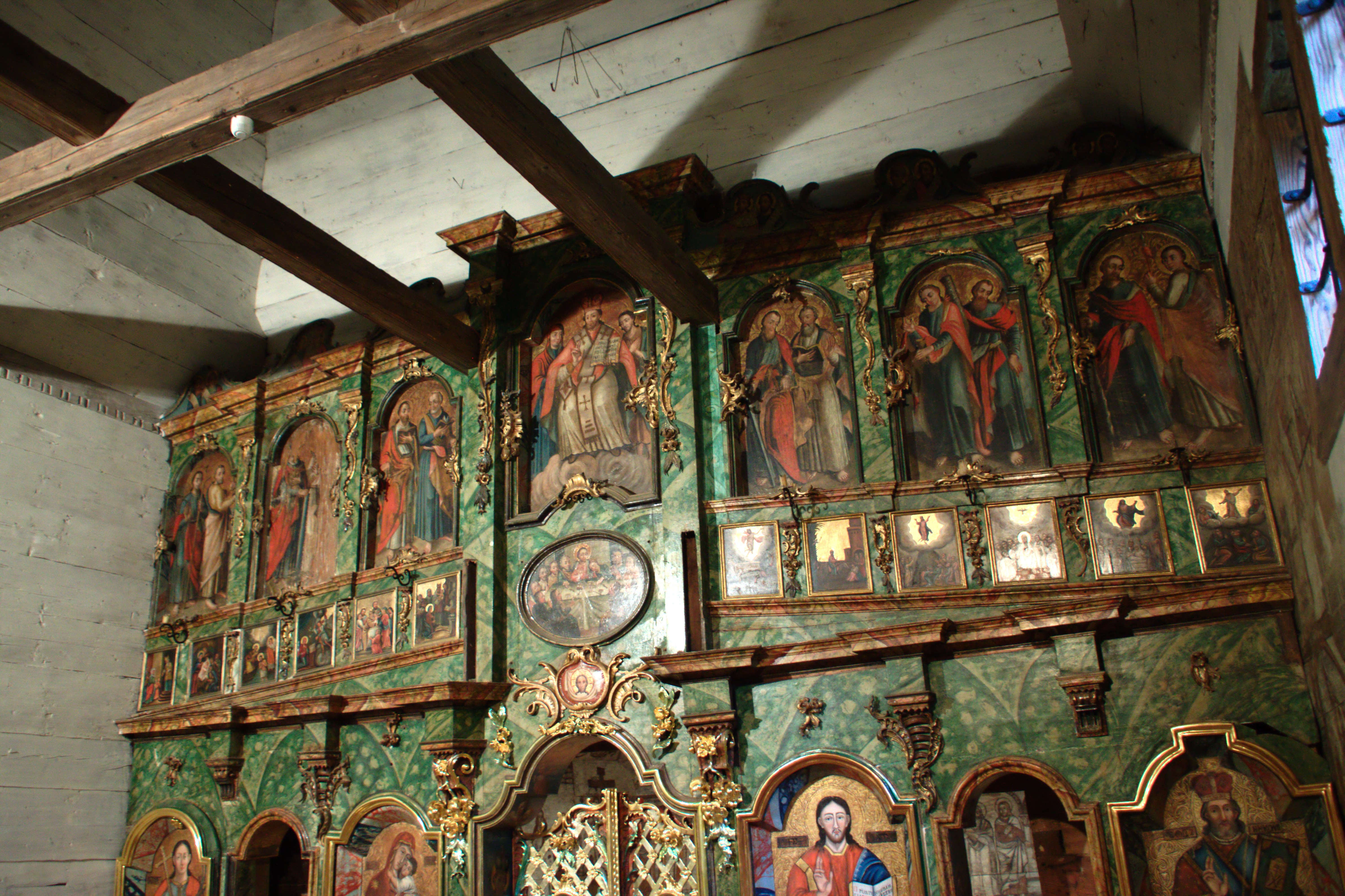
Cerkiew z Grąziowej, w której w 2014 były realizowane sceny do filmu Wołyń

Wojciech Smarzowski, reżyser filmu, jego ideę obmyślił już na przełomie 2011 i 2012. Scenariusz filmu powstał z inspiracji opowiadaniami Stanisława Srokowskiego ze zbioru pt. Nienawiść, z których zostało zaczerpniętych kilka wątków. W filmie zaplanowano około 130 ról aktorskich, w których mówi się pięcioma językami: ukraińskim, polskim, niemieckim, rosyjskim i jidysz. Prace przygotowawcze rozpoczęły się na przełomie 2013 i 2014, a produkcja filmu – po przyznaniu dotacji przez Polski Instytut Sztuki Filmowej w pierwszym kwartale 2014.
Intencją Smarzowskiego było przepracowanie na nowo traumy rzezi wołyńskiej oraz zbudowanie nici porozumienia między Polakami a Ukraińcami: „Chciałbym, żeby ten film był mostem, a nie murem […] Może to naiwne podejście […], ale uważam, że film wzbudzi emocje, a gdy emocje opadną, historycy polscy i ukraińscy powinni na nowo podjąć temat”. Smarzowski nie miał na celu rozbudzania nienawiści wobec Ukraińców, gdyż jego zdaniem Wołyń był skierowany przeciwko skrajnemu nacjonalizmowi. Co więcej, Smarzowski snuł aluzje do nastrojów nacjonalistycznych towarzyszących współczesności: „Ważne jest, żeby ludzie pomyśleli, że Wołyń – i to, co się dzieje nie tylko na Ukrainie, ale w Polsce, gdy na ulice wychodzą narodowcy i biją człowieka za to, że mówi w innym języku – to wcale nie są takie obce światy”.

### Obsada i zdjęcia
Główną rolę Zosi Głowackiej Smarzowski powierzył Michalinie Łabacz, filmowej debiutantce wyłonionej spośród 250 aktorek biorących udział w castingu. Łabacz przed castingiem poczyniła staranne przygotowania do roli, czytając książki o rzezi wołyńskiej i ucząc się tamtejszej gwary. Rolę ekranowego męża Zosi Smarzowski przeznaczył dla Arkadiusza Jakubika, swojego wieloletniego filmowego współpracownika. Jakubik przyznawał w jednym z wywiadów, że miał bardzo osobisty stosunek do filmu, ponieważ jego dziadkowie uciekli w 1943 roku spod Stryja w obawie przed rzezią. W castingu starannie wyselekcjonowano także aktorów z drugiego i trzeciego planu, najczęściej wybierając osoby z niedowagą, aby dodatkowo podkreślić trudne warunki życia podczas wojny. Role Ukraińców otrzymali przeważnie ukraińscy aktorzy teatralni bez doświadczenia filmowego, wyłonieni podczas internetowych przesłuchań na podstawie ich dotychczasowych ról teatralnych.
Za zdjęcia do filmu odpowiadał operator Piotr Sobociński jr., który wcześniej współpracował ze Smarzowskim przy produkcji filmu Drogówka (2013). Sobociński jr., zgodnie z dotychczasowym stylem filmowym Smarzowskiego, kręcił sceny z użyciem bardzo ostrego światła, które uwydatniało wszelkie niedoskonałości cielesne bohaterów. Kostiumy uszyli Wanda Kowalska, Paweł Grabarczyk, Magdalena Jadwiga Rutkiewicz-Luterek i Agata Drozdowska. Rutkiewicz-Luterek podkreślała, że kostiumy dla odtwórców ról ukraińskich nacjonalistów opracowano tak, aby podkreślić różnice między ukraińskimi a niemieckimi mundurami: „Wierzchnia warstwa to ciemnozielony lub czarny mundur, a pod nim zawsze widoczne oznaki narodowościowe – czerwony haft koszuli lub okrągły znak na czapce z żółtym tryzubem na niebieskim tle”. Scenografię do Wołynia zaprojektował Marek Zawierucha, który na potrzeby filmu odnalazł plenery na Lubelszczyźnie, Kielecczyźnie i Podkarpaciu. Finałową scenę przejazdu przez most Zawierucha zainscenizował, odnalazłszy zaniedbany, drewniany most nad Narwią, który idealnie wpisywał się w realia epoki.
Za plenery podczas kręcenia filmu posłużyły Muzeum Kultury Ludowej w Kolbuszowej, Trzęsówka (kościół), Lipnica (Brzycholina), Jeziorzany, Muzeum Wsi Lubelskiej w Lublinie, Muzeum Wsi Kieleckiej, gmina Wizna. Zaplanowano także ujęcia w Sanoku (Muzeum Budownictwa Ludowego) oraz w okolicach Rawy Mazowieckiej i Skierniewic.
W trakcie prac nad filmem, w lutym 2016, Smarzowski publicznie zaapelował o wsparcie finansowe potrzebne do ukończenia produkcji, ze względu na wyczerpanie budżetu. Wówczas proces powstawania filmu wsparli w oświadczeniach Stanisław Srokowski oraz Ewa i Władysław Siemaszkowie. Na potrzeby dofinansowania produkcji powstała Fundacja na Rzecz Filmu Wołyń. Następnie wsparcia finansowego udzieliły m.in. Telewizja Polska i Polska Wytwórnia Papierów Wartościowych.

### Muzyka
Muzykę do filmu Wołyń opracował Mikołaj Trzaska, który starał się zawrzeć w swojej kompozycji wpływy kultury polskiej, ukraińskiej i żydowskiej. Ścieżka dźwiękowa do filmu, wydana nakładem Polskiego Radia, liczy 10 utworów wykonanych przez Orkiestrę Klezmerską Teatru Pogranicza. Kompozycje Trzaski wykorzystują dźwięki instrumentów dętych i perkusyjnych, kontrabasu oraz efekty akustyczne.
| Wołyń OST – 2016 | Wołyń OST – 2016                     | Wołyń OST – 2016 |
| Nr               | Tytuł utworu                         | Długość          |
| ---------------- | ------------------------------------ | ---------------- |
| 1.               | „Marsz miłości ukrytej w ogniu”      | 3:06             |
| 2.               | „Kochankowie we mgle”                | 3:53             |
| 3.               | „Pejzaż rozpaczy”                    | 6:30             |
| 4.               | „Żniwa czerwonych kwiatów”           | 4:15             |
| 5.               | „Płonące słońce, wschodzący księżyc” | 7:01             |
| 6.               | „W ramionach śpiącego rycerza”       | 6:10             |
| 7.               | „Pole pamięci”                       | 7:18             |
| 8.               | „Ośmiornica Przemocy”                | 5:31             |
| 9.               | „Śniąc o nieznanym potworze”         | 2:37             |
| 10.              | „Miłość ukryta w ogniu”              | 7:36             |
|                  |                                      | 53:57            |

## Odbiór

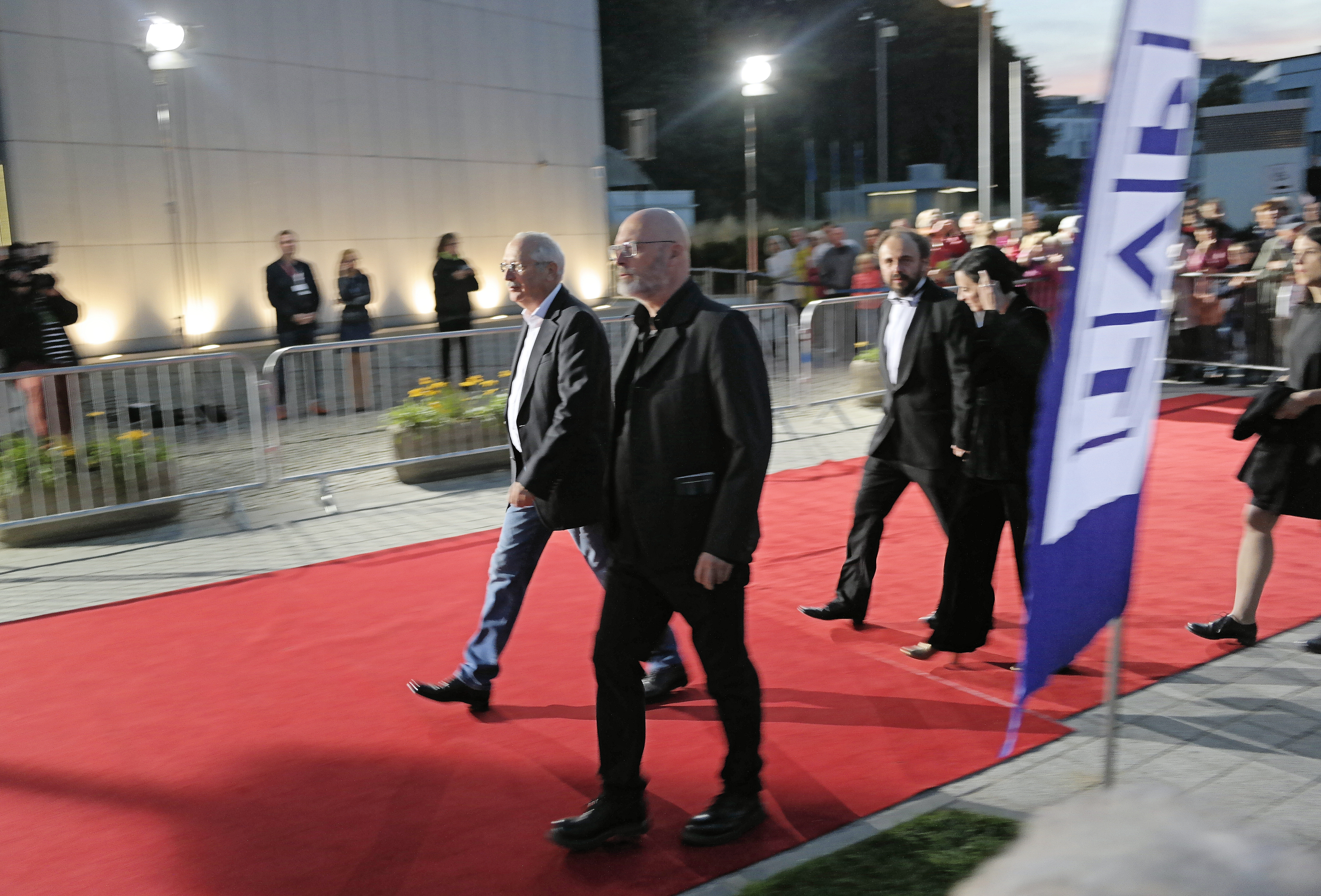
Wojciech Smarzowski oraz Arkadiusz Jakubik podczas Festiwalu Polskich Filmów Fabularnych (2016)

### Frekwencja kinowa i krytyka w Polsce
Wołyń został skierowany do dystrybucji kinowej 7 października 2016 roku. W ciągu siedmiu tygodni wyświetlania filmu w Polsce (do 27 listopada 2016 roku) Wołyń obejrzało w kinach blisko 1 400 000 widzów. Film Smarzowskiego w box offisie za rok 2016 zajął wysokie, trzecie miejsce na liście najczęściej oglądanych polskich filmów.
Recenzje Wołynia w Polsce były przeważnie pozytywne. Część recenzentów akcentowała uniwersalność produkcji Smarzowskiego. Przykładowo recenzent „Gazety Wyborczej” Tadeusz Sobolewski podkreślał, że Wołyń to „film bez precedensu w polskim kinie po 1989 roku”, dający „całościowy obraz świata, w którym zło szuka sobie ujścia i je znajduje”. Marek Kozubal z „Rzeczpospolitej” pisał, że przedstawione w filmie sceny z powodzeniem „można przenieść do Jedwabnego, Nemmersdorf, Włodzimierza Wołyńskiego czy – bliższym nam – do Bośni lub Rwandy”. Barbara Hollender na łamach tego samego dziennika argumentowała, iż reżyser „zrobił film uniwersalny. Przeciw nacjonalizmowi. Pokazał mechanizmy wzniecania nienawiści”. Marcin Sałański z portalu Histmag.org nazwał Wołyń „najlepszą produkcją historyczną od lat”, dowodząc też, że „film ten jest przestrogą dla wszystkich, którzy chcą uwierzyć, że nacjonalizm jest lekiem na każdy spór, narodowe smutki i kompleksy”. Grażyna Torbicka i Tomasz Raczek uznali, że film nie jest jednostronny, po czym nazwali go „znakomicie zrealizowanym filmem, wielkim dziełem filmowym, ogromną produkcją”. Konrad J. Zarębski w recenzji dla „Kina” podkreślał, że reżyser: „Nie tylko zarysowuje sylwetki głównych bohaterów […], ale przede wszystkim kreśli obraz należącej do przedwojennej Polski części Ukrainy z ogółem jej społecznych konfliktów”. Pozytywne opinie o filmie wyraziły również osoby z różnych, często sobie przeciwstawnych, środowisk, np. historyk prof. Andrzej Nowak (kojarzony z prawicą) i Henryk Wujec, przewodniczący Forum Polsko-Ukraińskiego. Tadeusz Lubelski w wywiadzie dla „Kina” wyrażał natomiast swoje rozczarowanie stroną artystyczną Wołynia: „błędne koło związane z Wołyniem polega na tym, że nie da się go chyba w pełni właściwie odebrać i ocenić po pierwszym razie. Trudno sobie nawet wtedy zrekonstruować w głowie całą fabułę. A równocześnie sam film zniechęca do powtórnego obejrzenia”.
Część recenzentów wyrażała obawy, że Wołyń stanie się punktem odniesienia dla środowisk prawicowo-nacjonalistycznych przeciwnych dialogowi z Ukrainą. Jarosław Kuisz i Karolina Wigura z „Kultury Liberalnej” ostro krytykowali film Smarzowskiego, twierdząc, że: „Nie jest to film służący pojednaniu, lecz odwrotnie: podgrzewa najgorsze stereotypy, firmuje resentyment i lubowanie się we własnej krzywdzie”. Historyk Kazimierz Wóycicki obawiał się, że film dodatkowo zaszkodzi relacjom polsko-ukraińskim: „[Smarzowski] z czasem będzie bardzo tego żałował, że ten film zrobił. Ten film, przede wszystkim, jest zrozumiany w Polsce jako nienawiść do Ukraińców. Historycznie to jest pozór, że jest prawdziwy”. Również Paulina Gorlewska na łamach „Kina” twierdziła, że „reżyser, zamiast analizować przyczyny konfliktu i uwarunkowania zbrodni, skupił całą swoją uwagę i talent na naturalistycznym przedstawieniu tortur oraz sposobów, w jakie uśmiercony może zostać człowiek za pomocą siekiery i wideł”. Jakub Majmurek w artykule dla „Krytyki Politycznej” z większym optymizmem patrzył na odbiór filmu:
Wołyń jest cenny dla prawicy jako anty-Pokłosie i realizacja innej niż Giedroyciowska polityki wobec Ukrainy. Spełnia też marzenie prawicy o »wielkim kinie historycznym«. [...] W krótkim okresie wojna prawicy o zawłaszczenie znaczenia Wołynia może się powieść. Miejmy nadzieję, że w dłuższej – głęboko uniwersalistyczny, przeciwstawiający się wszelkim partykularyzmom cierpienia i pamięci sens tego filmu, wyjdzie na wierzch.
W istocie środowiska prawicowo-nacjonalistyczne odebrały film z entuzjazmem. Piotr Zychowicz z czasopisma „Do Rzeczy” uznał Wołyń za „najwybitniejszy film historyczny w dziejach polskiej kinematografii”, a także za wyraz przyzwoitości wobec „niewinnych ludzkich istot, które przeszły przez niewyobrażalną gehennę”. Paweł Lisicki również przekonywał, że Smarzowskiemu udało się wyraźnie ukazać zbrodnie Ukraińców wobec Polaków: „w zderzeniu z chłodną i przemysłową śmiercią od kul karabinowych niemieckich oprawców, śmierć kresowian z rąk ukraińskich chłopów, ze względu na swe przerażające pastwienie się […] jawi się jako forma bardziej jeszcze, jeśli to w ogóle możliwe, okrutna”. Ewa Siemaszko stwierdziła, iż „film Smarzowskiego powstał dla nas, Polaków, dla tych, którzy stracili życie za polskość, dla ich rodzin, sąsiadów, potomków, dla nas wszystkich. Dla pamięci narodowej, bez której nie ma spoistości społeczeństwa”. 7 października 2016, w dniu premiery filmu, politycy partii Kukiz’15 na konferencji prasowej w Sejmie wystosowali apel do służb dyplomatycznych Ministerstwa Spraw Zagranicznych, aby dołożono starań i zaangażowano się w promowanie oraz rozpowszechnianie filmu na terenie Ukrainy – to zadanie miało być nadrzędnym interesem narodowym i państwowym w relacji z Ukrainą.
Jednocześnie publicysta portalu „Deon.pl”, Adam Szczupak, wysunął zarzut wobec filmu, że rzeź Polaków ukazana została jako spontaniczny zryw wywołany wyłącznie wybuchem nienawiści między sąsiadami, podczas gdy w rzeczywistości mordy Polaków na Wołyniu miały charakter w pełni przemyślany i zorganizowany. Autor zwrócił też uwagę, że ukazane w filmie jako codzienność małżeństwa polsko-ukraińskie były na Wołyniu rzadkością, a także na to, że scenariusz filmu pomija kluczową postać: Dmytra Klaczkiwskiego „Kłyma Sawura” – dowódcę UPA i głównego inicjatora rzezi.
Według Adama Balcera dzieło Smarzowskiego pokazuje UPA wyłącznie jako zbrodniarzy mordujących Polaków, z których wielu wcześniej kolaborowało z Niemcami i Sowietami. W ogóle nie zostały pokazane ani walka UPA z Niemcami i Sowietami, ani sowieckie zbrodnie na ludności ukraińskiej, ani podziały w ramach tej ostatniej. Film niemal wcale nie ukazuje współpracy Polaków z komunistami i nazistami. W minimalnym stopniu są w filmie obecne zbrodnie Polaków na Ukraińcach. Zdaniem Balcera Wołyń w ogóle nie tłumaczy też źródeł nienawiści Ukraińców wobec Polaków.
Julita Makaro w socjologicznej analizie odbioru filmu dowodziła, że film nie wpłynął na relacje polsko-ukraińskie w większym stopniu niż „imigracja sąsiadów do Polski i ich coraz silniej doświadczana w naszej codzienności obecność”. Makaro podsumowała dyskusję na temat filmu słowami, iż „wciągnięcie Wołynia w wewnętrzną dyskusję o historii i polityce międzynarodowej III RP pokazuje, że większą rolę film może odegrać w budowaniu jednego z politycznych projektów tożsamościowych polskości niż w kształtowaniu relacji polsko-ukraińskich”.

### Krytyka w Niemczech
Według Gerharda Gnaucka film Wołyń jest obrazem, na który społeczność polska czekała bardzo długo. Przy okazji premiery Wołynia Gnauck przypomniał historię regionu i stosunków polsko-ukraińskich. Uwagę Gnaucka zwróciły epizody z udziałem żołnierzy Wehrmachtu, u których polska Zosia z synem szuka schronienia. W opinii Gnaucka film jest bardzo dobry i waży polityczne racje dwóch skonfliktowanych stron, jednak w odbiorze filmu nie uniknie się wrażenia o sile starej pogardy Polaków wobec Ukraińców. Z drugiej strony, Alexander Hertel z Mitteldeutscher Rundfunk podkreślał wymiar propagandowy filmu, który wpisywał się w nową politykę zagraniczną rządzącego wówczas w Polsce Prawa i Sprawiedliwości: „To budulec nowej polityki historycznej, którą realizuje Warszawa. PiS chce namalować obraz historii, w którym Polacy są albo nieskazitelnymi bohaterami, albo ofiarami obcych mocarstw. Nawet jeśli ci – podobnie jak Ukraina – są rzeczywiście ważnymi partnerami strategicznymi”. Również Jacek Sawicki w artykule dla czasopisma „Erinnerungskulturen” wyrażał wątpliwości, czy bezpośrednie przedstawienie rzezi „jest odpowiednim środkiem do promowania zrozumienia między dwoma narodami”.

### Krytyka we Francji
Jakub Iwaniuk z „Le Monde” ocenił film Smarzowskiego jako „bardzo udany”, ale podkreślał zarazem, że „od czasu wydania filmu nasiliły się ataki na ukraińskich imigrantów i miejsca ich pamięci”. Biorąc pod uwagę delikatność podejmowanego przez reżysera tematu, Iwaniuk stwierdził, że w ponadnarodowej dyskusji nad rzezią wołyńską film Smarzowskiego „może być elektrowstrząsem”.

### Krytyka na Ukrainie
Jeszcze w trakcie realizacji przedsięwzięcia kilku ukraińskich aktorów, którzy dostali zaproszenie do zagrania Ukraińców w filmie, po przeczytaniu scenariusza odmówiło udziału ze względów ideologicznych. Jak twierdziła Oksana Zabużko, wspomniani artyści mieli stwierdzić, że film jest „prawdziwą szkołą nienawiści”. Andrij Lubka, poeta i prozaik młodego pokolenia, zauważał, że po premierze obrazu Smarzowskiego „w stosunkach polsko-ukraińskich cofniemy się o 10 lat”. Jurij Andruchowycz w artykule na portalu „Zbrucz” przed obejrzeniem filmu napisał, że Smarzowski ze swoim filmem wpisuje się w ideologiczną kampanię obecnego rządu i partii, której przesłanie najcelniej oddają słowa księdza Tadeusza Isakowicza-Zaleskiego – „film Wołyń zabije pojednanie, którego nigdy nie było”. Zdaniem Andruchowycza reżyser „nakręcił film o kraju, którego w ogóle nie zna (żadnego języka, historii, żadnych kodów kulturowych) i który, śmiem twierdzić, tak naprawdę go nie interesuje. Interesowało go natomiast coraz bardziej masowe zapotrzebowanie polskiego społeczeństwa na narodowy mit tragiczny”. Pozytywnie na fakt powstania filmu Wołyń zareagowała natomiast Nadija Sawczenko.
17 października Instytut Polski w Kijowie odwołał planowany pokaz filmu Wołyń. Na decyzję tę wpłynęły zalecenia ukraińskiego Ministerstwa Spraw Zagranicznych. 9 listopada portal Wschodnik.pl podał informację, że czworo ukraińskich aktorów z Tarnopolskiego Teatru Dramatycznego, którzy zagrali w filmie, zostało ukaranych finansowo. Kierownik roboczej komisji Tarnopolskiej Rady Obwodowej Ołeksandr Baszta oświadczył w trakcie rozmowy z portalem „Komsomolskaja Prawda w Ukrainie”, że ukraińscy aktorzy wystąpili w „polskim antyukraińskim filmie”.

### Nagrody i nominacje
| Rok  | Festiwal                                                       | Nagroda                                                                                      | Osoba nominowana                                                                                       | Wynik      |
| ---- | -------------------------------------------------------------- | -------------------------------------------------------------------------------------------- | --- | ---------- |
| 2016 | Festiwal Polskich Filmów Fabularnych                           | Nagroda za debiut aktorski                                                                   | Michalina Łabacz                                                                                       | Wygrana    |
| 2016 | Festiwal Polskich Filmów Fabularnych                           | Nagroda za zdjęcia                                                                           | Piotr Sobociński jr                                                                                    | Wygrana    |
| 2016 | Festiwal Polskich Filmów Fabularnych                           | Nagroda za charakteryzację                                                                   | Ewa Drobiec                                                                                            | Wygrana    |
| 2016 | Festiwal Polskich Filmów Fabularnych                           | Nagroda festiwali i przeglądów filmu polskiego za granicą                                    | Wojciech Smarzowski                                                                                    | Wygrana    |
| 2016 | Festiwal Polskich Filmów Fabularnych                           | Nagroda Prezesa Telewizji Polskiej                                                           | Wojciech Smarzowski                                                                                    | Wygrana    |
| 2016 | Festiwal Polskich Filmów Fabularnych                           | Złote Lwy                                                                                    | Wojciech Smarzowski                                                                                    | Nominacja  |
| 2016 | Tygodnik „Do Rzeczy”                                           | Strażnik Pamięci                                                                             | Wojciech Smarzowski                                                                                    | Wygrana    |
| 2017 | Koło Piśmiennictwa Filmowego Stowarzyszenia Filmowców Polskich | Złota Taśma za film polski                                                                   | Wojciech Smarzowski                                                                                    | Wygrana    |
| 2017 | Ogólnopolski Festiwal Sztuki Filmowej „Prowincjonalia”         | Jańcio Wodnik za zdjęcia                                                                     | Piotr Sobociński jr                                                                                    | Wygrana    |
| 2017 | Ogólnopolski Festiwal Sztuki Filmowej „Prowincjonalia”         | Jańcio Wodnik za największe odkrycie festiwalu                                               | Michalina Łabacz                                                                                       | Wygrana    |
| 2017 | Polskie Nagrody Filmowe                                        | Orzeł za najlepszy film                                                                      | Wojciech Smarzowski                                                                                    | Wygrana    |
| 2017 | Polskie Nagrody Filmowe                                        | Orzeł za najlepszą reżyserię                                                                 | Wojciech Smarzowski                                                                                    | Wygrana    |
| 2017 | Polskie Nagrody Filmowe                                        | Orzeł za najlepsze zdjęcia                                                                   | Piotr Sobociński jr                                                                                    | Wygrana    |
| 2017 | Polskie Nagrody Filmowe                                        | Orzeł za najlepszą scenografię                                                               | Marek Zawierucha                                                                                       | Wygrana    |
| 2017 | Polskie Nagrody Filmowe                                        | Orzeł za najlepsze kostiumy                                                                  | Wanda Kowalska Paweł Grabarczyk Magdalena Jadwiga Rutkiewicz-Luterek Agata Drozdowska                  | Wygrana    |
| 2017 | Polskie Nagrody Filmowe                                        | Orzeł za najlepszą muzykę                                                                    | Mikołaj Trzaska                                                                                        | Wygrana    |
| 2017 | Polskie Nagrody Filmowe                                        | Orzeł za najlepszy dźwięk                                                                    | Jacek Hamela Katarzyna Dzida-Hamela                                                                    | Wygrana    |
| 2017 | Polskie Nagrody Filmowe                                        | Orzeł za najlepszy montaż                                                                    | Paweł Laskowski                                                                                        | Wygrana    |
| 2017 | Polskie Nagrody Filmowe                                        | Nagroda Publiczności                                                                         | Wojciech Smarzowski                                                                                    | Wygrana    |
| 2017 | Polskie Nagrody Filmowe                                        | Orzeł za najlepszy scenariusz                                                                | Wojciech Smarzowski                                                                                    | Nominacja  |
| 2017 | Polskie Nagrody Filmowe                                        | Orzeł za najlepszą główną rolę kobiecą                                                       | Michalina Łabacz                                                                                       | Nominacja  |
| 2017 | Polskie Nagrody Filmowe                                        | Orzeł za najlepszą główną rolę męską                                                         | Arkadiusz Jakubik                                                                                      | Nominacja  |
| 2017 | Polskie Nagrody Filmowe                                        | Orzeł za najlepszą drugoplanową rolę kobiecą                                                 | Izabela Kuna                                                                                           | Nominacja  |
| 2017 | Polskie Nagrody Filmowe                                        | Orzeł za najlepszą drugoplanową rolę męską                                                   | Jacek Braciak                                                                                          | Nominacja  |
| 2017 | Polskie Nagrody Filmowe                                        | Odkrycie roku                                                                                | Michalina Łabacz                                                                                       | Nominacja  |
| 2017 | Stowarzyszenie Autorów Zdjęć Filmowych                         | Nagroda PSC                                                                                  | Piotr Sobociński jr                                                                                    | Wygrana    |
| 2017 | Gildia Reżyserów Polskich                                      | Nagroda im. Krzysztofa Krauzego                                                              | Wojciech Smarzowski                                                                                    | Wygrana    |
| 2017 | Międzynarodowy Festiwal Kina Niezależnego „Off Camera”         | Nagroda Główna w Konkursie Polskich Filmów Fabularnych                                       | Wojciech Smarzowski                                                                                    | Wygrana    |
| 2017 | Międzynarodowy Festiwal Kina Niezależnego „Off Camera”         | Nagroda dla najlepszego aktora w Konkursie Polskich Filmów Fabularnych                       | Arkadiusz Jakubik                                                                                      | Wygrana    |
| 2017 | Festiwal Reżyserii Filmowej w Głogowie                         | Złoty Dzik                                                                                   | Wojciech Smarzowski                                                                                    | Wygrana    |
| 2017 | Festiwal Filmów Polskich „Wisła” w Moskwie                     | Nagroda Główna                                                                               | Wojciech Smarzowski                                                                                    | Wygrana    |
| 2017 | Festiwal Filmowy im. Krzysztofa Komedy                         | Grand Prix Komeda                                                                            | Mikołaj Trzaska                                                                                        | Wygrana    |
| 2017 | Kozzi Film Festiwal w Zielonej Górze                           | Nagroda za najlepszą drugoplanową kreację aktorską                                           | Roman Skorowski                                                                                        | Wygrana    |
| 2017 | Zamojski Festiwal Filmowy „Spotkania z Historią”               | Nagroda „Zamość – Perła Renesansu” dla najlepszego filmu fabularnego o tematyce historycznej | Wojciech Smarzowski                                                                                    | Wygrana    |
| 2017 | Międzynarodowy Festiwal Filmów Prawosławnych „Silni Duchem”    | Nagroda Dziennikarzy                                                                         | Wojciech Smarzowski                                                                                    | Wygrana    |
| 2017 | Międzynarodowy Festiwal Filmów Prawosławnych „Silni Duchem”    | Nagroda Jury Młodzieżowego                                                                   | Wojciech Smarzowski                                                                                    | Wygrana    |
| 2017 | Festiwal Filmów Polskich w Los Angeles                         | Hollywood Eagle Award                                                                        | Wojciech Smarzowski                                                                                    | Wygrana    |
| 2017 | Międzynarodowy Festiwal Filmów Historycznych w Waterloo        | Nagroda za najlepszą rolę kobiecą                                                            | Michalina Łabacz                                                                                       | Wygrana    |
| 2017 | Międzynarodowy Festiwal Filmów Historycznych w Waterloo        | Nagroda za scenografię i kostiumy                                                            | Marek Zawierucha Wanda Kowalska Paweł Grabarczyk Magdalena Jadwiga Rutkiewicz-Luterek Agata Drozdowska | Wygrana    |
| 2017 | Międzynarodowy Festiwal Filmów Historycznych w Waterloo        | Nagroda Jury Młodzieżowego                                                                   | Wojciech Smarzowski                                                                                    | Wygrana    |
| 2017 | Tygodnik „Gala”                                                | Róża Gali za najlepszy debiut                                                                | Michalina Łabacz                                                                                       | Wygrana    |
| 2017 | Seattle Polish Film Festival                                   | Nagroda Viewers Choice Award                                                                 | Wojciech Smarzowski                                                                                    | II miejsce |